# Heliotropium plumosum
Heliotropium plumosum är en strävbladig växtart som beskrevs av L.A. Craven. Heliotropium plumosum ingår i Heliotropsläktet som ingår i familjen strävbladiga växter. Inga underarter finns listade i Catalogue of Life.